# Задел (Словаччина)

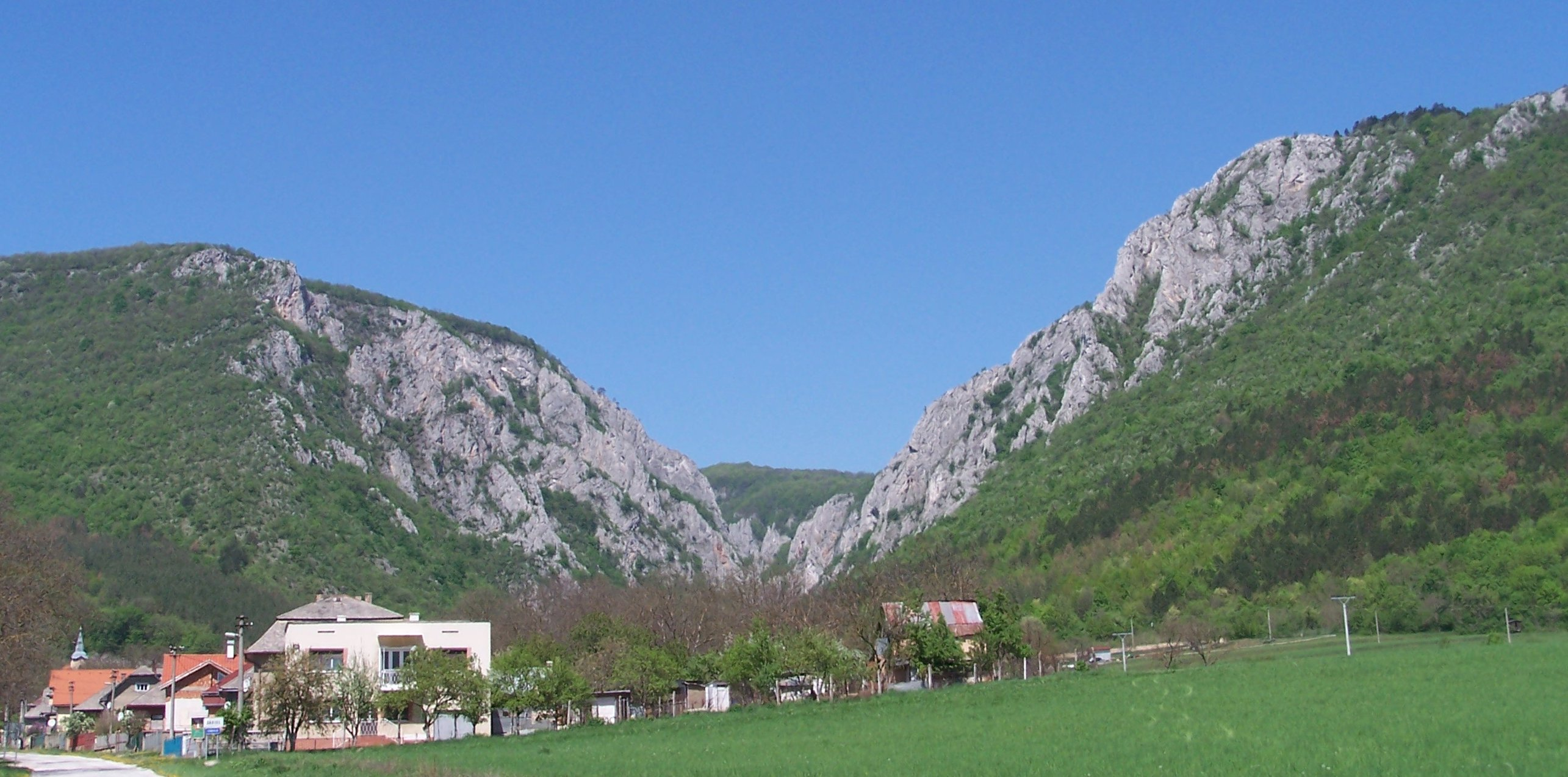

Задіел (словац. Zádiel) — село в окрузі Кошиці-околиця Кошицького краю Словаччини. Площа села 3,52 км². Станом на 31 грудня 2016 року в селі проживало 164 жителі. Протікає Болотяний потік[джерело?].

## Історія
Перші згадки про село датуються 1314 роком.

## Населення
| Рік:            | 1994. | 2004.   | 2014.    | 2024.   |
| --------------- | ----- | ------- | -------- | ------- |
| Кількість осіб: | 194   | 199     | 168      | 147     |
| Різниця:        |       | +2,57 % | -15,57 % | -12,5 % |

| Рік:            | 2023. | 2024.   |
| --------------- | ----- | ------- |
| Кількість осіб: | 153   | 147     |
| Різниця:        |       | -3,92 % |